# 신광양항선
신광양항선(新光陽港線)은 전라남도 광양시의 초남역에서 신광양항역을 연결하는 한국철도공사의 철도 노선이다. 광양항선의 수송량 분담을 위하여 건설되었다.

## 노선 정보
- 노선 거리 : 6.2km
- 운영 기관 : 한국철도공사(전 구간)
- 궤간 : 1435mm(표준궤)
- 통행 방식 : -
- 역 수 : 2
- 복선 구간 :
- 전철화 구간 :
- 보안 장치 : ATS

## 역사
- 2005년 : 착공
- 2010년 6월 24일 : 신광양항선 초남~신광양항 개통[1]
- 2010년 7월 8일 : 정식 영업 개시
- 2019년 4월 17일 : 철도 노선번호 변경에 따라 30705로 변경[2]

## 역 목록
신광양항선의 역 목록은 다음과 같다.
| 역명     | 로마자 역명      | 한자 역명 | 역간거리 (km) | 영업거리 (km) | 접속 노선  | 소재지   | 소재지 | 비고   |
| -------- | ---------------- | --------- | ------------- | ------------- | ---------- | -------- | ------ | ------ |
| 초남     | Chonam           | 草南      | 0.0           | 0.0           | 광양제철선 | 전라남도 | 광양시 | 신호장 |
| 신광양항 | Singwangyanghang | 新光陽港  | 6.2           | 6.2           |            | 전라남도 | 광양시 |        |